# 새미 (최강전사 미니특공대)
새미(영어: Sammy)는 미니특공대의 서브 주인공이자. 그의 동물 종은 부엉이이다.
그는 미니특공대의 팀원이다. 그의 성격은 냉정하고, 성숙하고, 행복하고 (때때로) 단조롭고, 용감하고, 두렵다 (때때로). 그는 볼트가 다투기 때문에 라이벌 관계를 맺고있는 것으로 보이지만, 그럼에도 불구하고 그들은 서로를 좋은 친구이자 팀원으로 신뢰한다.
1. ↑  좀비덤의 좀빌의 목소리가 비슷하다.